# Samdhong Rinpoché
Pour les articles homonymes, voir Lobsang Tenzin (homonymie).
Aussi connu sous le nom laïc de Lobsang Tenzin, le professeur Samdhong Rinpoché (né le 5 novembre 1939) dans le Kham au Tibet oriental, fut président du Parlement tibétain en exil et directeur de l'Institut central d'études supérieures tibétaines (CIHTS) à Sarnath (ou Bénarès) avant d'être élu au suffrage universel premier ministre du gouvernement tibétain en exil en Inde. Cette élection au suffrage universel direct marquait une étape de démocratisation, même si paradoxalement les électeurs choisirent un chef religieux charismatique, qui a toujours affirmé son attachement à la « culture de la démocratie ».
Il témoigne longuement dans Les Guerriers de l'esprit, un film de Pierre Anglade. Il est aussi l’une des personnalités qui apparaissent dans les documentaires Tibet, le combat pour la liberté de Ritu Sarin et Tenzing Sonam et Tibet, le mensonge chinois ? de Bernard Debord.

## Biographie

### Enfance et études
Samdhong Lobsang Tenzin est né le 5 novembre 1939 dans le village de Nagduk, situé dans l'ancienne province tibétaine du Kham au Tibet oriental, à Dêqên (Jol, en tibétain), actuellement incorporé à la province du Yunnan. À l'âge de 5 ans, il est reconnu comme la réincarnation du 4e Samdhong Rinpoché, et intronisé au monastère de Gaden Dechenling à Jol. Il accomplit toutes les étapes d'ordination de moine et porte le titre de « Bhiktchou Mahathéro ».
Lors de la répression du soulèvement tibétain de 1959, Samdhong Rinpoché s'enfuit du Tibet avec d'autres moines le lendemain du 20 mars, ayant constaté le bombardement du Norbulingka et le massacre des Tibétains.
Ses études monastiques, commencées en 1951 au Tibet à l'université de Drepung, se poursuivent, après son exil en 1959, suite de l'invasion chinoise du Tibet, à la nouvelle université monastique de Drepung, réinstallée en Inde. En 1970, il obtient le diplôme correspondant au plus haut degré de Gueshé, c'est-à-dire de docteur ès sciences bouddhiques, au monastère tantrique de Gyuto, réinstallé à Dalhousie en Inde.

### Enseignant
Le professeur Samdhong Rinpoché enseigne le tibétain à partir de 1960 en Inde dans les écoles tibétaines de Simla puis de Darjeeling. De 1965 à 1970, il est proviseur de l'école tibétaine de Dalhousie. De 1971 à 2001, il travaille à l'Institut central d'études supérieures tibétaines à Bénarès en Inde, dès 1988 en tant que directeur.
Il est reconnu pour son érudition sur les enseignements du bouddhisme et du mahatma Gandhi. Il  parle couramment le tibétain, l'anglais et le hindi.
Depuis 1994, il fait partie de l'Association des universités indiennes (AIU) en tant que membre de son Comité permanent, puis vice-président, et il en a été élu président en 1998. Il est responsable des publications de l'Institut central d'études supérieures tibétaines. Il a lui-même publié une soixantaine d'études et d'entretiens dans diverses revues universitaires et de presse écrite.

### Politicien
De 1970 à 1973, Samdhong Rinpoché est vice-président du Congrès de la jeunesse tibétaine.
En 1990, il est l’un des cinq membres du « Comité de rédaction de la Constitution » dirigé par Juchen Thupten Namgyal, et comprenant aussi Rikha Lobsang Tenzin, Wangdue Dorjee et Kirti Rinpoché .
En 1991, il est nommé membre du Parlement tibétain en exil par le 14e dalaï-lama, et il en sera élu président. En 1995, il lance le mouvement Satyagraha - La force de la vérité. Il énumère onze propositions, présentées comme « vérités ». De 1996 à 2001, il est l'un des membres élus du Parlement tibétain en exil, représentant les Tibétains exilés du Kham.
Le 20 août 2001, il est élu premier ministre du Gouvernement tibétain en exil. C'était la première fois que le premier ministre était choisi au suffrage direct, à la suite des réformes annoncées par le 14e dalaï-lama la même année. Réélu le 1er juillet 2006 par la diaspora tibétaine, il est nommé par le dalaï-lama officiellement « Kalon Tripa du 13e Kashag » pour un second mandat consécutif.
Il accueille en 2005 une délégation de sénateurs français à Dharamsala et leur accorde une interview. Rencontrant par la suite des journalistes des médias tibétains et indiens, il déclare que la nouvelle administration mettrait davantage d’efforts dans la poursuite du dialogue tibéto-chinois en suivant la voie médiane. Cette approche consiste à réclamer une réelle autonomie pour le Tibet à l’intérieur de la République populaire de Chine.
Après la retraite politique du dalaï-lama en mars 2011, il fut l'un des 5 membres du Comité de rédaction d'amendement de la Constitution avec Dolma Gyari, Thupten Lungrik, Penpa Tsering et Pema Jungney.
Selon Phunchok Stobdan, en novembre 2017, Samdhong Rinpoché s'est rendu Chine à Kunming, ce qu'a confirmé Lobsang Sangay, premier ministre tibétain et successeur de Samdhong Rinpoché, et à Gyeltang, sa région natale.
Pour un article plus général, voir Dialogue entre le gouvernement tibétain en exil et la République populaire de Chine depuis 2002.

## Autres fonctions
Il a assumé plusieurs autres charges administratives à la demande du Gouvernement tibétain en exil mais aussi du Gouvernement indien.
Ainsi, sur nomination du dalaï-lama, il est membre du Conseil d'administration des écoles tibétaines (CTSA) à New Delhi et vice-président de la Bibliothèque des archives et des œuvres tibétaines (LTWA) à Dharamsala.
Sur nomination du Gouvernement indien, il est membre du Directoire du conseil indien pour la recherche philosophique (ICPR) et membre du Conseil d'administration de l'Asiatic Society de Calcutta.
Le professeur Samdhong Rinpoché est également membre du Directoire de la fondation Krishnamurti en Inde, conseiller du Conseil mondial de la paix (États-Unis), membre consultatif à l'Institute for Asian Democracy à Washington, et membre du Conseil d'administration de la fondation pour la responsabilité universelle à New Delhi.
Il est par ailleurs membre du Comité ayant rédigé la Charte des Tibétains en exil et la « Future Constitution du Tibet libre ».

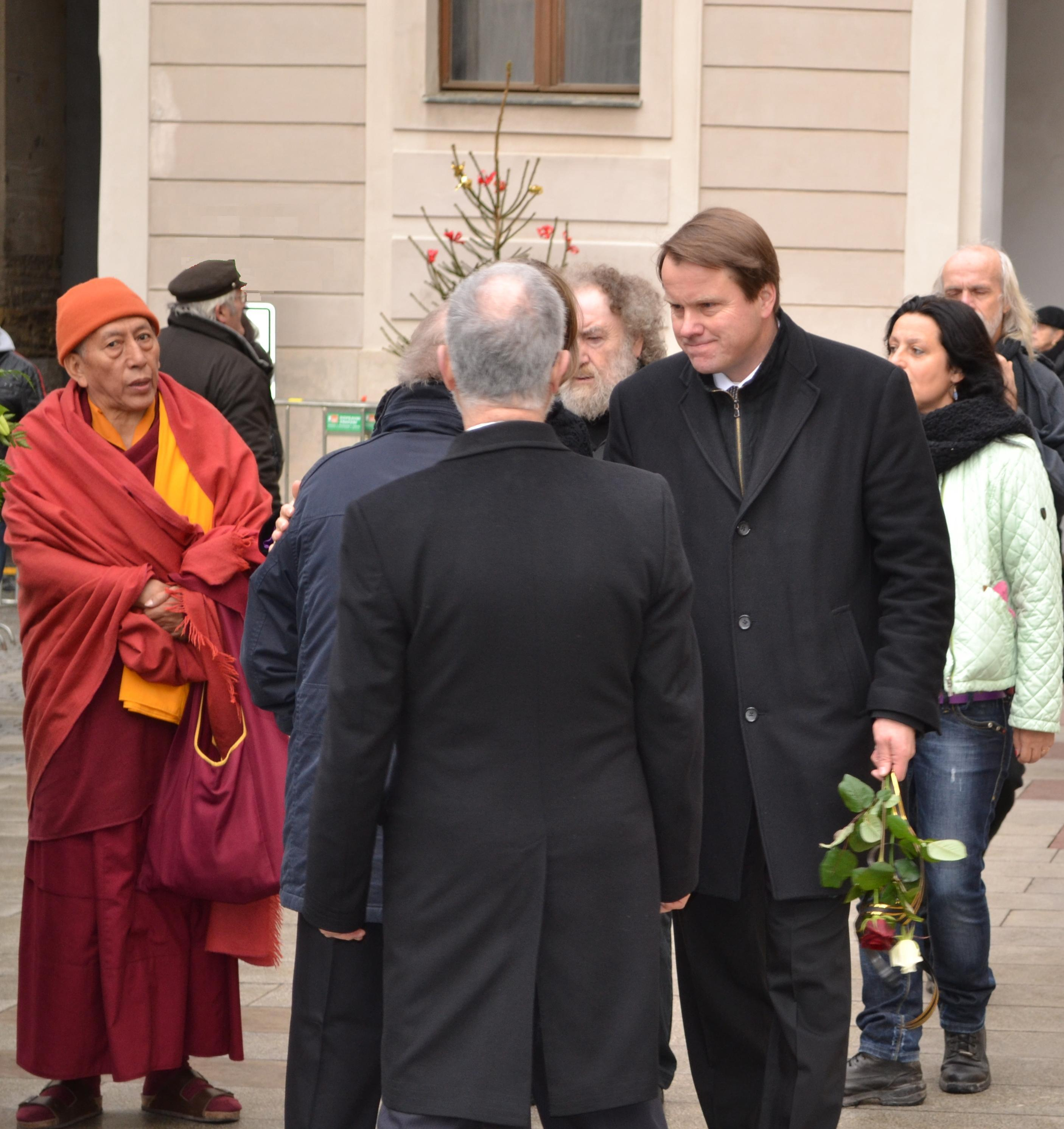
Samdhong Rinpoché, envoyé spécial du 14e dalaï-lama lors des funérailles de Václav Havel, le 23 décembre 2011, Prague, République tchèque.

## Opinions
Le 17 octobre 2000, Samdhong Rinpoché affirmait l'existence d'un « génocide » devant le groupe favorable au Tibet du Sénat français : « La période 1959-1970 a été la plus noire pour les Tibétains, au cours de laquelle 1,2 million d’entre eux sont morts ».
En 2003, selon Angus McDonald, il a déclaré que l'établissement de communautés tibétaines en Occident et les mariages entre Tibétains et d'autres races allaient à l'encontre de la sauvegarde de la culture tibétaine : « À l’intérieur du Tibet, il y a un génocide, on y applique une limitation des naissances et des mariages mixtes forcés. Aussi la protection d’une race tibétaine pure est-elle un autre des défis auxquels la nation doit faire face. En 2006, cette citation était reprise par Barry Sautman dans son article Tibet and the (Mis-) Representation of Cultural Genocide pour indiquer que Samdhong Rinpoché parlait encore d'un « génocide physique » des Tibétains alors que le dalaï-lama, toujours selon Sautman, ne l'évoquait plus car manifestement non corroboré.
En avril 2004, alors que l'administration centrale tibétaine s'efforce de créer une atmosphère propice aux négociations tibéto-chinoises, au Canada, Samdhong Rinpoché s'est exprimé, devant le Standing Senate Committee on Foreign Affairs et le Canadian House of Commons Standing Committee on Foreign Affairs and International Development (en), sur la spécificité du gouvernement tibétain en exil : « Le gouvernement tibétain en exil ne représente pas le gouvernement d'une nation. Lorsque Sa Sainteté a demandé l'asile en Inde, il existait un gouvernement légitime du Tibet. C'était un gouvernement local en relation avec le gouvernement de la République populaire de Chine. La République populaire de Chine a dûment reconnu le gouvernement de Sa Sainteté en tant que gouvernement local légitime du peuple tibétain. Ce gouvernement se perpétue - depuis 362 ans, un gouvernement allant du cinquième dalaï-lama jusqu'à maintenant. Il est dûment reconnu par de nombreux pays, y compris la République populaire de Chine ». Cet avis a fait l'objet, en 2009, d'un commentaire par le juriste Barry Sautman dans la revue Maryland Series in Contemporary Asian Studies. 
En 2019, Samdhong Rinpoche déclare : « Nous entrons dans une période dangereuse où la planète terre risque de se désintégrer complètement et devenir invivable. Les scientifiques l'acceptent à présent et ont clairement admis que la science et la technologie pourraient ne pas pouvoir apporter de solution à ces problèmes ». Bien que beaucoup de gens le sachent, a-t-il déclaré, ils pensent toujours qu'il n'est pas assez urgent de régler ce danger de leur vivant et ne sont pas enclins à prendre soin de la vie des générations futures,.

## Prix
- 2011 : Prix « Tashi Rabten » en reconnaissance de ses activités pour le peuple tibétain et le mouvement tibétain[24].

## Œuvres
- (en) Buddhist Meditation, Associated Publishers Group, 1993  (ISBN 0-946672-01-6)
- La Méditation Bouddhiste, traduit de l'anglais par Brigitte Taquin, Éditions Adyar, 2013,  (ISBN 978-2-85000-297-7)

## Publications
- (en) Avec Donovan Roebert, Samdhong Rinpoche: Uncompromising Truth for a Compromised World, World Wisdom, 2006  (ISBN 1-933316-20-9 et 978-1933316208)
- (en) Avec Donovan Roebert et John W. de Gruchy, The Gospel for Buddhists and the Dharma for Christians, Resource Publications, 2009,  (ISBN 1606080407 et 978-1606080405)
- (en) « Samdhong Rinpoche, Satyagraha in exile », in Himal - South Asian, Sept. 2002, vol.15, n°9, p.28-29.
- « Propos de Samdhong Rinpoché : La non-violence n'est pas une alternative », La Revue de l'Inde, numéro 4, 2006[25].

- (en) Liisa Cay Pasila , Biography of H.E. Venerable Professor Samdhong Rinpoche, Library of Tibetan Works and Archives, 2025,  (ISBN 9788198171283 et 8198171282)